# 넌 어느 별에서 왔니
《넌 어느 별에서 왔니》는 2006년 3월 13일부터 2006년 5월 2일까지 방송되었던 MBC 월화 드라마로 동시간대 시청률 1위를 기록하여 MBC 월화 드라마 《영웅시대》 종영 후 한동안 이어진 월화극 징크스에서 벗어났다.
한편, 정유경 작가는 해당 프로그램에 앞서 KBS 2TV 월화 드라마 《봄의 왈츠》 집필 제의를 받았지만 시작 전 하차하여 물의를 빚었다.

## 제작진
- 기획 : 김남원
- 조명 : 이용호
- 촬영 : 연석돌
- 감독 : 한주석
- 조감독 : 이채승
- 극본 : 정유경
- 연출 : 표민수

## 등장 인물

### 주요 인물
- 김래원 : 최승희 역
- 정려원 : 김복실/이혜림 역
- 강정화 : 윤미현 역
- 박시후 : 안정훈 역

### 복실의 주변 인물
- 임예진 : 김순옥 역 - 복실의 어머니
- 옥지영 : 정선정 역 - 복실의 친구
- 김하균 : 조두식 역 - 복실의 담임선생님

### 이회장네 집
- 이보희 : 안진희 역 - 복실의 생모
- 송재호 : 이영노 역 - 복실의 친할아버지
- 정려원 : 이혜수 역 - 복실의 언니, 승희의 옛 연인

### 승희의 주변 인물
- 이영하 : 최수일 역 - 승희의 아버지
- 박철호 : 박찬호 역 - 승희의 후배, 조감독

## 참고 사항
- 강정화가 맡았던 윤미현 역은 당초 박지윤이 낙점됐으나 개인 사정으로 포기했으며 이 과정에서 공주님이라는 가제 대신 제목이 바뀌었다.[2]